# Bel Amour (film)
Pour les articles homonymes, voir Bel Amour (homonymie).
Pour plus de détails, voir Fiche technique et Distribution.
Bel Amour est un film français réalisé par François Campaux, sorti en 1951.

## Synopsis
Claude Moulin est médecin trentenaire, célibataire, avenant et séduisant. Une nuit, il est contraint d'aller d'urgence au chevet de la mère d'une jeune femme, Suzanne, qui vient le tirer du lit cavalièrement. C'est le coup de foudre, il tombe éperdument amoureux de Suzanne avec laquelle il se marie trois mois plus tard. Le couple vit des années heureuses et voit la naissance d'un fils, Pierre qui maintenant a 6 ans. Mais au fil du temps, le travail très prenant de Claude, souvent absent, fissure l'entente dans le couple et peu à peu les deux amoureux s'éloignent l'un de l'autre. 
C'est alors que Claude rencontre Gilda lors du bal annuel des internes. C'est une jeune femme suédoise dont il tombe sous le charme, c'est un autre coup de foudre réciproque. Il la revoit régulièrement et le cache à sa femme qui finit par avoir des soupçons. Mais Gilda a un caractère entier, franc et exclusif, elle réclame que son amant quitte sa femme. Le médecin a du mal à gérer la situation, refusant un divorce trop rapide et brutal qui va traumatiser son fils et gardant pour sa femme une profonde  affection. Cette dernière décide de partir. Gilda croit avoir éclaircit leur avenir commun mais Claude doit mentir à elle aussi maintenant, toujours indécis.

## Fiche technique
- Titre : Bel Amour
- Autre titre : Le Calvaire d'une mère
- Réalisation : François Campaux
- Assistants : Jean-Pierre Decourt et Robert Ménégoz
- Scénario et dialogues : François Campaux
- Décors : Robert Hubert
- Photographie : René Gaveau
- Son : Raymond Gauguier
- Montage : Michelle David
- Musique : André Theurer et Alfred Desenclos
- Production : Prodex
- Format : Noir et blanc - 1,37:1 - 35 mm - Son mono
- Genre : Drame
- Durée : 97 minutes
- Date de sortie : 
  - France : 1er juin 1951

## Distribution
- Gisèle Pascal : Suzanne Gérard-Moulin
- Antonio Vilar : Dr. Claude Moulin
- Odile Versois : Gilda Jorgegsen
- Antoine Balpêtré : M. Moulin père
- Catherine Fonteney : Mme Moulin
- Madeleine Barbulée : L'assistante du docteur Moulin
- Adrienne D'Ambricourt
- Edy Debray
- Anny Chartrette
- Marie-France : le petit Pierre
- Lina Roxa
- Charlotte Écard